# Маад Ібрагім
Маад Ібрагім Маджид (араб. معاذ إبراهيم ماجد; нар. 30 червня 1960, Ірак) — іракський футболіст, виступав на позиції захисника.

## Клубна кар'єра
Футбольну кар'єру розпочав у 1983 році в клубі «Ат-Тіджара». Наступного року виступав у «Ат-Таярані». У 1985 році ставі гравцем «Аль-Рашида». Сезон 1988/89 років провів у клубі «Аш-Шорта». По завершенні сезону повернувся до «Аль-Куви». З 1991 по 1998 рік виступав у «Ан-Нафті», де й завершив кар'єру професіонального футболіста.

## Кар'єра в збірній
У 1986 році в складі національної збірної Іраку поїхав на чемпіонат світу з футболу, який відбувався в Мексиці. З самого початку турніру не розшлядався як гравець основи, але через травму основного центрального захисника збірної Саміра Шакера, отримав місце в стартовому складі іракської збірної на останній матч групового етапу проти господарів турніру, де в центрі захисту його партнером був легендарний гравець Аль-Джавії Надім Шакер. Загалом з 1985 по 1988 рік у футболці збірної Іраку провів 16 поєдинків.

## Досягнення
«Аль-Кува»
- Прем'єр-ліга (Ірак)
  -  Чемпіон (1): 1989/90